# Acmanthera duckei
Acmanthera duckei är en tvåhjärtbladig växtart som beskrevs av W.R. Anderson. Acmanthera duckei ingår i släktet Acmanthera och familjen Malpighiaceae. Inga underarter finns listade i Catalogue of Life.